# 石塚広治
石塚 広治（いしづか こうじ、1941年9月7日 - ）は、京都府出身の元ラグビー選手。

## プロフィール
- 京都府出身。
- 現役時代のポジションは、フランカー(FL)及びナンバーエイト(No8)。
- 日本代表キャップは5。
- 元サッカー選手、石塚啓次は実子。

## 来歴
京都府立朱雀高等学校を経て同志社大学（以下、同大）に進学。同大のラグビー部に所属し、1961年度の第2回日本協会招待NHK杯争奪ラグビー大会（日本ラグビーフットボール選手権大会（以下、日本選手権）の前身大会）において、坂田好弘、宮地克実らとともに、後に入社することになる近鉄を17－6で破り、事実上のラグビー日本一を経験。
そして1963年、ラグビー日本代表（以下、日本代表）のカナダ遠征メンバーに選出され、ブリティッシュコロンビア州代表戦で初キャップを獲得した。
さらに1963年度の第1回日本選手権では、1回戦で全国社会人ラグビーフットボール大会（以下、全国社会人大会）優勝の八幡製鉄を18-11破り、決勝でも同2位の近鉄を18－3で下し、今度は正真正銘の日本一を主将として経験して同大を卒業。1964年、近鉄に入社した。
近鉄でも、1年後輩にあたる坂田や小笠原博らとともに、1966年、1967年の各年度における、全国社会人大会、日本選手権の連覇に貢献。そして1968年の日本代表ニュージーランド遠征にも参加し、同年6月3日にウェリントンで行われ、23－19で撃破することになる、オールブラックスジュニア戦でも先発フィフティーンに名を連ねた。
現役引退後、親会社の近鉄が経営母体となっている、飛鳥ゴルフ株式会社の社長等を歴任した。